# Тагард, Норман
Норман Эрл Тагард (англ. Norman Earl Thagard; род. 3 июля 1943, Марианна, Флорида) — американский учёный и экс-астронавт НАСА. Первый гражданин США, совершивший полёт в космос на космическом корабле «Союз».
Норман Тагард родился в городе Марианна штата Флорида, но родным городом считает Джэксонвилл. Учился в Университете штата Флорида и получил степень бакалавра и магистра наук в области технических наук в 1965 и 1966 годах соответственно.
В сентябре 1966 года он поступил на военную службу, в морскую пехоту, получил звание капитана в 1967 году. В 1968 году стал лётчиком морской авиации. В 1969 и 1970 годах воевал во Вьетнаме.

## Карьера в НАСА
Тагард был выбран в качестве кандидата в астронавты НАСА в январе 1978 года. Участвовал в пяти космических полётах: STS-7 в июне 1983 года, STS-51-B в апреле-мае 1985 года, STS-30 в мае 1989 года, STS-42 в январе 1992 года, а также в экспедиции на орбитальной станции «Мир». Этот полёт, ставший для Нормана Тагарда пятым и последним, начался со старта «Союз ТМ-21» 14 марта 1995 года, а закончился возвращением на шаттле «Атлантис» с экипажем миссии STS-71 7 июля 1995 года.

## Награды
- Орден Дружбы (Россия, 7 сентября 1995 года) — за активное участие в подготовке и успешное осуществлении длительного российско-американского космического полёта на орбитальном научно-исследовательском комплексе «Мир», проявленные при этом мужество и героизм[1]
- Медаль «За заслуги в освоении космоса» (Россия, 12 апреля 2011 года) — за большой вклад в развитие международного сотрудничества в области пилотируемой космонавтики[2]